# Kněžské bratrstvo svatého Petra
Kněžské bratrstvo svatého Petra (latinsky Fraternitas Sacerdotalis Sancti Petri – FSSP) je společenství apoštolského života tradicionalistických katolických kněží a seminaristů. Je největší z tradičních bratrstev s nezpochybňovaným kanonickým statusem a druhé největší tradiční bratrstvo po FSSPX, ze kterého jeho zakladatelé vzešli, roku 2023 má bratrstvo 368 kněží a 201 seminaristů. Vedení bratrstva sídlí ve Švýcarsku, jeho generálním představeným je John Berg. 
FSSP má 9 členů českého původu (pět kněží a čtyři seminaristy), z nichž jen část žije a působí v České republice, kde má FSSP trvalé působiště v českobudějovické diecézi v Římově. Představeným tamního Domu svatého Jana Nepomuckého je P. Jakub Václav Zentner.

## Historie

### Založení
FSSP bylo založeno 18. července 1988 v opatství Hauterive ve Švýcarsku skupinou 11 kněží a jednoho jáhna, vedenou Josefem Bisigem. Tito byli původně členy Kněžského bratrstva sv. Pia X., jehož generálním představeným byl Mons. Marcel Lefebvre, nicméně opustili je po nedovolených biskupských svěceních v Écône a následném oznámení exkomunikace nad arcibiskupem Lefebvrem, spolusvětitelem a svěcenci.
Svatý stolec bratrstvo uznal a schválil. Jeho prvním generálním představeným se stal Josef Bisig.

### Generální představení
1. Josef Bisig (1988–2000)
2. Arnaud Devillers (2000–2006)
3. John Berg (2006–2018)
4. Andrzej Komorowski (2018–2024)
5. John Berg (od 2024)

## Kanonický status
Podle kanonického práva je FSSP „klerikální společenství apoštolského života papežského práva“. Není tedy institutem zasvěceného života a jeho členové tak neskládají žádné náboženské sliby. Papežské právo Bratrstva pak znamená, že bylo založeno papežem a jen jemu (původně skrze Papežskou komisi Ecclesia Dei, která byla v roce 2019 zrušena), namísto místním biskupům, má povinnost se zodpovídat za své akce. Místní biskup však stále dohlíží na práci Bratrstva v jemu svěřené diecézi. V tomto smyslu je tedy organizační a administrativní status Bratrstva stejný jako církevních řádů s papežským právem (např. jezuitů či dominikánů).

## Charisma
Posláním FSSP je podporovat křesťanskou dokonalost na základě zvláštního charismatu, které spočívá v poskytování mší a dalších svátostí římského ritu tak, jak existovaly před druhým vatikánským koncilem. Z toho důvodu Bratrstvo užívá misál a breviář Jana XXIII. z roku 1962, kdy byl vydán naposledy před liturgickými změnami druhého vatikánského koncilu.
Tento způsob Mše Svaté (tzv. Tridentská mše), ustanovený sv. Piem V. a Janem XXIII., nikdy nebyl zrušen či zakázán, což potvrdil Benedikt XVI. v motu proprio Summorum pontificum.

## Poslání
Vzhledem k výše zmíněnému si Bratrstvo staví dvojí poslaní: posvěcovat každého kněze skrze jeho kněžskou službu a takové kněze uvádět do farností, dále pak poskytovat katecheze a slavení svátostí, vést skupiny mládeže, organizovat poutě a obecně podporovat plnost svátostného a kulturního života těm laickým katolíkům, kteří mají taktéž zalíbení ve starším způsobu slavení podle misálu z roku 1962. Pro snazší plnění tohoto poslání Bratrstvo založilo vlastní kněžské semináře, kde vychovává budoucí kněze, kteří by v Bratrstvu sloužili.

## Struktura

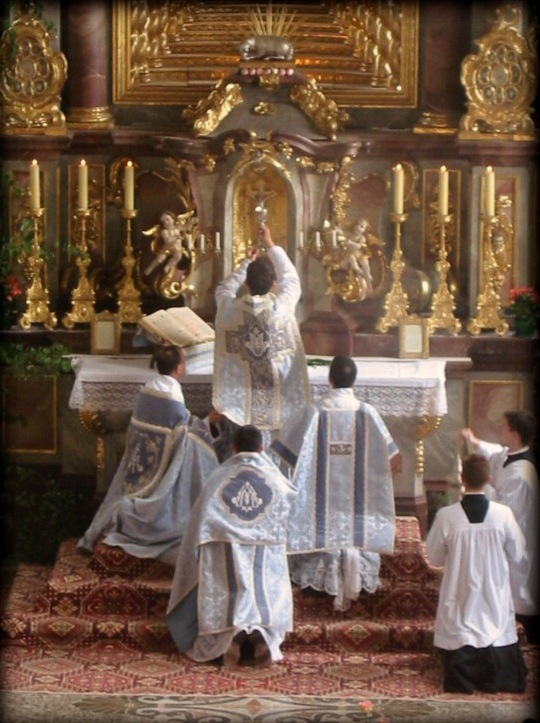
Členové bratrstva celebrující slavnou Mši.

Stávajícím generálním představeným FSSP je John Berg.
Bratrstvo je rozděleno do tří správních oblastí:
- německy mluvící oblast, superior: Alex Maußen
- francouzská oblast, superior: Vincent Ribeton
- severoamerická oblast, superior: Eric Flood

a regionů:
- německo-nizozemský region, superior: Hervé Hygonnet
- region jižního kříže, superior: William Define

V současnosti má Bratrstvo dva semináře. Jeden pro německy a francouzsky mluvící se nachází ve Wigratzbadu augšpurské diecézi v Bavorsku, druhý pro anglicky mluvící v Dentonu, statě Nebraska ve Spojených státech amerických.
K 1. listopadu 2020 mělo FSSP 504 členů (330 kněží, 12 jáhnů a 162 nevysvěcených seminaristů). Konfraternita svatého Petra, což je společenství laiků podporujících FSSP měla v téže době 7390 členů. Průměrný věk kněží je 38 let.

### FSSP v České republice
V České republice FSSP trvale působí v českobudějovické diecézi, kde jeho kněz (P. Jakub Václav Zentner FSSP) z pověření biskupa Kročila od října 2018 zajišťuje pravidelné vysluhování tridentské mše v kostele Obětování Panny Marie v Českých Budějovicích a ve farnosti Římov. V březnu 2019 pak přibyl ještě kostel sv. Jakuba v Nepomuku. V roce 2019 převzalo FSSP farnost Římov do své správy a zřídilo v Římově i svůj dům. Do vícera dalších diecézí pak kněží FSSP českého původu pravidelně dojíždějí ze svých působišť v jižních Čechách, Německu a Rakousku.
Kněží FSSP v ČR pravidelně vysluhují mše svaté a svátosti v tradiční formě a organizují a vedou víceré poutě ročně. Dalšími každoročními velkými akcemi jsou setkání rodin, tábory a setkání pro děti a mládež a především Hovory o víře, což je asi týden trvající pásmo přednášek, na němž vedle kněží FSSP přednášejí i další významní reprezentanti českého konzervativního a tradičního katolicismu, jako jsou např. prof. P. Efrem Jindráček OP, prof. Tomáš Machula, PhDr. Radomír Malý, prof. Petr Osolsobě, doc. P. Stanislav Přibyl, P. Štěpán Smolen, P. Radim Valík OSB.
FSSP se rovněž podílelo na organizaci návštěv kardinála Burkea a biskupa Schneidera v České republice. Biskup Schneider při obou svých návštěvách udělil tradiční formou svátost biřmování věřícím připraveným kněžími FSSP.
Při svých akcích FSSP často úzce spolupracují s vyšebrodským klášterem a několika tradičně orientovanými farnostmi.
Celkem bylo vysvěceno pět Čechů na kněze bratrstva a v současné době se připravují na kněžství další čtyři Češi v německém semináři.